# Entocybe
Entocybe T.J. Baroni, V. Hofst. & Largent (wieruszkorumieniak) – rodzaj grzybów z rodziny dzwonkówkowatych (Entolomataceae).

## Systematyka i nazewnictwo
Pozycja w klasyfikacji według Index Fungorum: Entolomataceae, Agaricales, Agaricomycetidae, Agaricomycetes, Agaricomycotina, Basidiomycota, Fungi.
Takson utworzyli Timothy J. Baroni, David Lee Largent i Valérie Hofstetter w 2011 r. Gatunki występujące w Polsce:
- Entocybe nitida (Quél.) T.J. Baroni, Largent & V. Hofst. 2011 – wieruszkorumieniak niebieskawy
- Entocybe pseudoturbida (Romagn.) T.J. Baroni, V. Hofst. & Largent 2011 – wieruszkorumieniak mącznisty
- Entocybe turbida (Fr.: Fr.) T.J. Baroni, V. Hofst. & Largent 2011 – wieruszkorumieniak srebrzystotrzonowy
- Entocybe vinacea (Scop.) T.J. Baroni, V. Hofst. & Largent 2011 – wieruszkorumieniak winny

Nazwy naukowe na podstawie Index Fungorum, wykaz gatunków i nazwy polskie według Komisji ds. Polskiego Nazewnictwa Grzybów.